# Матрикс (франшиза)
Матрикс (енгл. The Matrix) америчка је медијска франшиза коју су створиле сестре Вачауски и продуцент Џоел Силвер. Серијал се састоји од четири филма, који почиње са Матриксом (1999) и наставља се са три наставка Матрикс 2 и Матрикс 3 (оба 2003) и Матрикс: Ускрснућа (2021), а све су написали и режирали Вачауски. Продуцент прва три филма је Силвер а четвртог Грант Хил. Франшиза је у власништву Warner Bros., која је филмове дистрибуирала заједно са Village Roadshow Pictures. Village Roadshow Pictures, заједно са Silver Pictures, били су продуцентске куће које су радиле на прва три филма.
Серијал садржи киберпанк причу о технолошком паду човјечанства, у којој је стварање вјештачке интелигенције довело до расе самосвјесних машина које су затвориле човјечанство у систем виртуелне стварности — Матрикс — а људи узгајају и користе као извор енергије. Повремено се неки затвореници успију ослободити система и вјештачка их интелигенција, која их сматра пријетњом, прогони унутар и изван система. Филмови су усредсређени на догодовштине Неа (Кијану Ривс), Тринити (Кари-Ен Мос) и Морфеуса (Лоренс Фишберн) који покушавају да ослободе човјечанство из система док их прогањају његови чувари, као што је агент Смит (Хјуго Вивинг). Прича укључује референце на бројне филозофске, религиозне или духовне идеје, између осталог дилему између избора и контроле, експеримент са мозгом у бачви, месијанизам и концепте међузависности и љубави. Утицаји укључују принципе митологије, анимеа и хонгкошких акционих филмова (нарочито „јуначко крвопролиће” и филмови о борилачким вјештинама). Филмски серијал је запажен по употреби снажно кореографисаних акционих секвенци и успорених ефеката „времена метка”, који су дјеловали револуционарно на будуће акционе филмове.
Ликови и поставка филма се даље истражују у другим медијима постављеним у истом измишљеном универзуму, укључујући анимацију, стрипове и видео-игре. Стрип Bits and Pieces of Information и сцена The Second Renaissance кратког филма The Animatrix дјелују као предрадња филма, објашњавајући како је дошло до успостављања франшизе. Видео-игра Enter the Matrix повезује причу сцене Final Flight of the Osiris кратког филма The Animatrix са догађајима у другом дијелу филма, док је онлајн видео-игра The Matrix Online била непосредни наставак на трећи дио филма. Обично су их писали, наручили или одобрили Вачауски.
Први филм је постигао важан критички и комерцијални успјех, освојивши четири Оскара, уводећи симболе популарне културе као што је црвена и плава пилула и утичући на стварање акционих филмова. Из тих разлога додан је на Национални регистар филмова ради очувања. Наставак филма такође је постигао комерцијални успјех, поставши најбољи филм са ознаком R (скр. од Restricted — ограничено), све док га није надмашио Дедпул 2016. године. Франшиза је од 2006. остварила приход од 3 милијарде америчких долара. Четврти филм, Матрикс: Ускрснућа, издат је крајем 2021. године.